# Nineth Montenegro
Nineth Varenca Montenegro Cottom (San Marcos, Guatemala, 8 de julio de 1957) es una activista por los derechos humanos guatemalteca, víctima del terrorismo de Estado. Fue la primera que usó la resistencia civil al ejército nacional, cuando salió a las calles a reclamar por el paradero de su esposo Edgar Fernando García, capturado de modo ilegal y desaparecido el 18 de febrero de 1984, desaparición que nunca se esclareció conforme a la ley.

## Militancia
Después de recibirse de maestra en el Instituto Normal Central para Señoritas Belén, laboró muchos años en escuelas públicas; una de las últimas la n.º 151 en la zona 7, donde fue considerada una heroína y ejemplo para las mujeres por su lucha constante por la igualdad de derechos.
Desde 1979, se dedicó a las luchas sociales. 
En 1984, fundó el Grupo de Apoyo Mutuo (GAM), una organización integrada por familiares de desaparecidos en Guatemala.
Por motivo de sus actividades, ha sufrido cientos de amenazas de muerte.
Apareció en videos de Amnesty International que muestran las luchas sociales en Guatemala.[cita requerida]

## Política
Desde 1996, como diputada, se ha dedicado a monitorear el funcionamiento de diversas instituciones públicas, entre otras a las fuerzas armadas, en donde logró detectar movimientos anómalos de dinero que han provocado el enriquecimiento ilícito de varios oficiales del Ejército.
Desde 2004, se dedicó a la construcción del Encuentro por Guatemala, con vistas a las elecciones de 2007, con apoyo poblacional. Su partido político se unió con el Visión con Valores de Harold Caballeros y obtuvieron 6 curules en el congreso, dándole otro mandato como 2.ª vicepresidente del mismo.[cita requerida]

## Distinciones
Ha sido declarada personaje del año por revistas y medios de comunicación.
Ha sido galardonada con diversos reconocimientos internacionales en
- Estados Unidos,
- España,
- Austria,
- Francia,
- Canadá,
- En Argentina fue recibida por autoridades de todo tipo en una recorrida de promoción a los derechos humanos en su país hacia 1993, en ocasión del Año de los Pueblos Originarios (declarado por la ONU).[2]